# Internationales Mundartarchiv „Ludwig Soumagne“
Das Internationale Mundartarchiv „Ludwig Soumagne“ ist eine interdisziplinäre Sammel- und Forschungsstelle für deutschsprachige Dialektliteratur unter der Trägerschaft des Rhein-Kreises Neuss mit Sitz in Dormagen-Zons. Seinen Namen verdankt es Ludwig Soumagne (1927–2003), einem renommierten Dialektautoren der Moderne.
Ab Ende der 1960er Jahre entwickelte sich im deutschen Sprachraum sowohl im musikalischen wie auch literarischen Bereich die sogenannte Dialektwelle. Sie brachte Dialektlieder hervor, die es in die Hitlisten schafften, und moderne Dialektautoren, die internationale Beachtung fanden. Städte wie Bern, Wien oder Köln entwickelten sich zu Hochburgen dieser Bewegung. Die Dialektautoren dieser Epoche hatten großes Interesse, sich über die Dialektgrenzen hinaus miteinander zu vernetzen. Hier entstand die Idee, eine die Dialektliteratur fördernde Kultureinrichtung zu schaffen.
Das Internationale Mundartarchiv „Ludwig Soumagne“ (IMA) mit mehreren tausend Primär- und Sekundärwerken zur deutschsprachigen Dialektliteratur, analogen und zunehmend digitalen Tonträgern, wie auch etlichen Vor- und Nachlässen deutschsprachiger Dialektautoren, verschafft einen umfassenden Eindruck über eine besondere Epoche in der Literaturgeschichte und dem dialektliterarischen Leben im deutschsprachigen Raum.
Mit seinen Preisen und Auszeichnungen ist das IMA treibende Kraft in der deutschsprachigen Dialekt- und Kulturszene.

## Friedestrompreis
Alle zwei Jahre verleiht der Rhein-Kreis Neuss mit seinem Internationalen Mundartarchiv „Ludwig Soumagne“ den Friedestrompreis. Mit ihm wird eine Persönlichkeit geehrt, die sich in besonderem Maße um die deutschsprachige Dialektliteratur verdient gemacht hat. Der Preis ist dotiert.

## Franz-Peter-Kürten-Auszeichnung
Gestiftet von Franz-Peter Kürtens Sohn Dankwart, ehrt die Auszeichnung in Erinnerung an das Werk seines Namensgebers Menschen, die sich für Mundartliteratur und Kulturpflege im Rheinland eingesetzt haben. Die Auszeichnung wird alle zwei Jahre vergeben.

## Zonser Hörspieltage mit dem Zonser Hörspielpreis und Zonser Darstellerpreis
Abgerundet wird das Angebot des IMA durch die jährlich stattfindenden Zonser Hörspieltage. Im Mittelpunkt stehen an diesen drei Tagen Hörspiele, die in deutschsprachiger Mundart verfasst oder mit deutschsprachigen Mundarten und Regiolekten gestaltet sind. Es sind Produktionen, die im vorausgegangenen Jahr erstmals gesendet und von den Redaktionen für den Wettbewerb um den Zonser Hörspielpreis eingereicht wurden. Eingeladen, sich am Wettbewerb zu beteiligen, sind die öffentlich-rechtlichen Sendeanstalten der Schweiz, Österreichs und Deutschlands.
Der Zonser Hörspielpreis wird alljährlich von der Stiftung Kulturpflege und Kulturförderung der Sparkasse Neuss in Zusammenarbeit mit dem IMA für das beste regionale Hörspiel des Jahres verliehen. Der Preis wird von einer Fachjury des Arbeitskreises „Regionales Hörspiel“ vergeben. Darüber hinaus wird zeitgleich der Zonser Darstellerpreis für die beste Performance in einem regionalen Hörspiel verliehen. Beide Preise sind dotiert.
Das Internationale Mundartarchiv „Ludwig Soumagne“ ist für Mundartinteressierte ein Ansprechpartner. Hier gibt es
- Auskunft zu rheinländischen Dialekten im Rhein-Kreis Neuss
- Unterstützung bei der Erstellung eines Wörterbuchs im Rhein-Kreis Neuss
- eine Sammlung von Dialektwörterbüchern zum deutschsprachigen Raum
- Informationen zu Autoren der deutschsprachigen Dialektliteratur
- Primär- und Sekundärliteratur
- Manuskripte von Literaten und Forschern
- eine Sammlung von Tondokumenten (Lyrik, Prosa, Hörspiel, Theater)
- das Hörspielarchiv mit der Sammlung rheinländischer Hörspiele des WDR und Hörspielautoren des deutschsprachigen Raumes, gespeichert auf Tonträgern und in Manuskriptform (1948–1989).